# گردنه بدل
گردنه بدل (به لاتین: Bedel Pass) یک گردنه در قرقیزستان است که در مرز این کشور با چین واقع شده‌است.